# Luigi Carlo Farini
Luigi Carlo Farini (ur. 22 października 1812 w Russi, zm. 1 sierpnia 1866 w Quarto) – włoski lekarz, historyk i polityk, premier (1862-1863).

## Życiorys
Studiował medycynę w Bolonii, w 1845 napisał manifest Ruchu Rimini stawiający za cel wymuszenie reform ustrojowych w Państwie Kościelnym. Po klęsce tego ruchu został osobistym lekarzem Hieronima Bonapartego i podróżował po Europie. Po amnestii ogłoszonej w 1846 przez nowo wybranego papieża Piusa IX wrócił do Włoch, pracując jako lekarz i zajmując kilka stanowisk publicznych w Rzymie, 1849-1865 był deputowanym parlamentu Piemontu z Turynu. W 1850 napisał radykalnie antyrewolucyjną broszurę Storia della stato romano dal 1815 al 1850 („Historia Państwa Rzymskiego od 1815 do 1850”); wspierał wówczas Cavoura, wraz z którym brał udział w pracach rządu Massimo d’Azeglio jako minister instrukcji publicznych (od października 1851 do maja 1852). W 1859 został mianowany piemonckim dyktatorem Modeny w związku z wybuchem wojny z Austrią, później został mianowany przez Cavoura gubernatorem Neapolu. Od grudnia 1862 do marca 1863 mimo złego stanu zdrowia pełnił funkcję premiera Włoch, następnie zrezygnował ze stanowiska w celu kontynuowania leczenia.